# Синагога (Батумі)
Бату́мська синаго́га (груз. ბათუმის სინაგოგა) — синагога у місті Батумі в регіоні Аджарія (Грузія), юдейський осередок, а також історико-культурна і культова пам'ятка міста і краю, туристичний об'єкт Старого Батумі.

## З історії єврейської громади і синагоги в Батумі

### Євреї Батумі до спорудження синагоги
У 1878 році, після входження 2/3 території Грузії до складу Російської імперії, в Батумі була офіційно утворена (але юридично ще не оформлена) єврейська (юдейська) громада міста (тим же роком датується найстаріша могильна плита на міському єврейському цвинтарі). Власне в Батумі існувало дві громади — європейських і грузинських євреїв. У 1879 році в пінкосі (рєестровій книзі) молитовного будинку було зроблено перший запис. На початку 1880-х років було відкрито синагогу грузинських євреїв.
Через відсутність капітальної будівлі, ашкеназькі євреї використовували невеликий дерев'яний будинок, викуплений у його власника, підданого Османської Імперії. Фактично культовий осередок існував нелегально, тому що клопотання батумських євреїв про дозвіл відкрити молільню тричі відхилялися урядом, який пропонував звертатися у справах віри до кутаїського рабина або до його помічника в Поті. І лише 1899 року юдейський молитовний дім був узаконений міністром внутрішніх справ. Він вміщав близько 20 осіб, що не відповідало запитам, оскільки на 1882 рік, згідно з проведеним одноденним переписом населення, в Батумі проживало 179 євреїв (загальна чисельність жителів міста становила 8 671 особа); у 1890 році перепис зафіксував 862 єврея (4,62% від загалу містян), а за переписом 1897 року євреїв налічувалось уже 1 179 осіб (загалом у місті проживало 28 508 осіб).

### Історія спорудження батумської синагоги
Відтак, у 1899 році євреї Батумі звернулися до імператора Миколи II з письмовим проханням про будівництво власним коштом кам'яниці, щоб вони «могли в своїй хоральної синагозі молитися єдиному Богові про дарування Імператорові спадкоємця престолу — сина». Прохання передали через комерсанта Псароса, знайомого зі столичними банкірами, в яких був доступ до Імператорського двору, через його Міністра. Резолюція виявилась позитивною.
Будівля кам'яної синагоги була спроектована архітектором Семеном Львовичем Волковичем (1879-1937), за типом гаазької й амстердамської синагог. Будівництво здійснювалося в період 1900-4 років. Імена фундаторів, які дали не менше тисячі рублів на будівництво, — Йосипа Пейзеля (1862-1945), згодом голови громади, Льва Городецького, полковника, командира батумського відділу Чорноморської бригади корпусу прикордонної варти, Мойсея Балабана, Абрама Любчанського, Мойсея Рабиновича, Ісаї Калачевського, Іссака Попловича та Матвія Соріна — були викарбувані на срібному кубку, виготовленому у Варшаві до дня відкриття синагоги.
Ашкеназька синагога функціонувала в Батумі до 1923 року. 

### Євреї Батумі і синагога у радянський час
У радянський час у приміщенні Батумської синагоги культови осередок не діяв. У переданій в 1923 році Комуністичному Союзу Молоді Аджаристана будівлі синагоги розмістилось спортивне товариство «Динамо»: тут відбувались змагання.
Втім, грузинським євреям у 1924 році вдалося домогтися відкриття синагоги в придбаному ними приміщенні. 
У 1920-40-х роках в Батумі функціонувала нелегальна єшива, відомо також, що від 1922 до 1928 року рабином Батумі був Сасонкін, а у 1925-9 роках у місті діяла чотирирічна єврейська школа.

### Батумська синагога і місцеві юдеї в пострадянський час
У 1992 році синагога була повернута батумським євреям, а в листопаді 1998 року, завдяки фінансовій допомозі влади Аджарії, були здійснені роботи з реконструкції, відтак приміщення набуло первісного вигляду. 
У 2011 році Батумській синагозі був присвоєний статус об'єкта культурної спадщини.
У 2001 році чисельність єврейського населення Батумі налічувала менше 100 осіб (з огляду на масовий виїзд євреїв в 1980-1990-х роки в Ізраїль, США та інші країни). У теперішній час (2010-ті) в місті функціонує єврейська громада (голова Я. Акаєв), відділення благодійної організації «Хесед».
Нарешті, у 2015 році Державною агенцією у справах релігії, на підставі доповіді «рекомендаційної комісії з вивчення майнових і фінансових питань» будівля Батумської синагоги була передана у власність юдейській громаді міста.